# 커버 미
《커버 미》(Cover Me)는 미국에서 제작된 마이클 슈뢰더 감독의 1995년 액션, 스릴러 영화이다. 릭 로소비치 등이 주연으로 출연하였고 브래드 크레보이 등이 제작에 참여하였다.

## 출연

### 주연
- 릭 로소비치
- 코트니 테일러
- 폴 소르비노

### 조연
- 스티븐 니콜스
- 엘리어트 굴드
- 코빈 번슨
- 프랭크 메드라노
- 피터 콘티
- 벳시 먼로
- 카렌 킴
- 쉐 마크스
- 힐러리 매튜스
- 니콜 한슨

## 기타
- 라인프로듀서: 캐시 게수알도
- 협력프로듀서: 제레미 크레이머
- 의상: 크리스틴 애낵커
- 배역: 해리엇 그린스펀
- 배역: 론다 영